# Puchar Świata w Kolarstwie Szosowym 1989
Puchar Świata w kolarstwie szosowym w sezonie 1989 to pierwsza edycja tej imprezy. Organizowany przez UCI, obejmował dwanaście wyścigów, z których jedenaście odbyło się w Europie, a jeden w Ameryce Północnej. Pierwszy wyścig – Mediolan-San Remo – odbył się 18 marca, a ostatni – Giro di Lombardia – 14 października.
W klasyfikacji generalnej zwyciężył Irlandczyk Sean Kelly, który wyprzedził Szwajcara Tony Rominger i Duńczyka Rolfa Sørensena. Najlepszym teamem okazał się holenderski PDM-Concorde.

## Kalendarz
| Data  | Wyścig                      | Zwycięzca           | Drugi               | Trzeci              |
| ----- | --------------------------- | ------------------- | ------------------- | ------------------- |
| 18.03 | Mediolan-San Remo           | Laurent Fignon      | Frans Maassen       | Adriano Baffi       |
| 02.04 | Ronde van Vlaanderen        | Edwig Van Hooydonck | Herman Frison       | Dag Otto Lauritzen  |
| 09.04 | Paryż-Roubaix               | Jean-Marie Wampers  | Dirk De Wolf        | Edwig Van Hooydonck |
| 16.04 | Liège-Bastogne-Liège        | Sean Kelly          | Fabrice Philipot    | Phil Anderson       |
| 22.04 | Amstel Gold Race            | Eric Van Lancker    | Claude Criquielion  | Steve Bauer         |
| 30.07 | Wincanton Classic           | Frans Maassen       | Maurizio Fondriest  | Sean Kelly          |
| 06.08 | Grand Prix des Amériques    | Jörg Müller         | Yvon Madiot         | Charly Mottet       |
| 12.08 | Clásica de San Sebastián    | Gerhard Zadrobilek  | Francisco Antequera | Tony Rominger       |
| 20.08 | Mistrzostwa Zurychu         | Steve Bauer         | Acácio da Silva     | Rolf Golz           |
| 17.09 | Grand Prix de la Libération | TVM-Ragno           | Super U-Raleigh     | Histor-Sigma        |
| 07.10 | Paryż-Tours                 | Jelle Nijdam        | Eric Vanderaerden   | Johan Museeuw       |
| 14.10 | Giro di Lombardia           | Tony Rominger       | Gilles Delion       | Luc Roosen          |

## Klasyfikacja indywidualna
| Lp. | Zawodnik            | Team                 | Punkty |
| --- | ------------------- | -------------------- | ------ |
| 1.  | Sean Kelly          | PDM-Concorde         | 44     |
| 2.  | Tony Rominger       | Château D’Ax         | 32     |
| 3.  | Rolf Sørensen       | Ceramiche – Ariostea | 27     |
| 4.  | Frans Maassen       | Superconfex – Yoko   | 23     |
| 5.  | Steve Bauer         | Helvetia – La Suisse | 23     |
| 6.  | Edwig Van Hooydonck | Superconfex – Yoko   | 20     |
| 7.  | Herman Frison       | Histor – Sigma       | 19     |
| 8.  | Charly Mottet       | RMO                  | 19     |
| 9.  | Raúl Alcalá         | PDM-Concorde         | 19     |
| 10. | Marc Madiot         | Toshiba              | 19     |

## Klasyfikacja drużynowa
| Lp. | Team                 | Punkty |
| --- | -------------------- | ------ |
| 1.  | PDM-Concorde         | 120    |
| 2.  | Helvetia – La Suisse | 101    |
| 3.  | Histor-Sigma         | 78     |
| 4.  | Panasonic            | 66     |
| 5.  | TVM-Ragno            | 45     |